# Naturschutzgebiet Werriker-/Glattenried

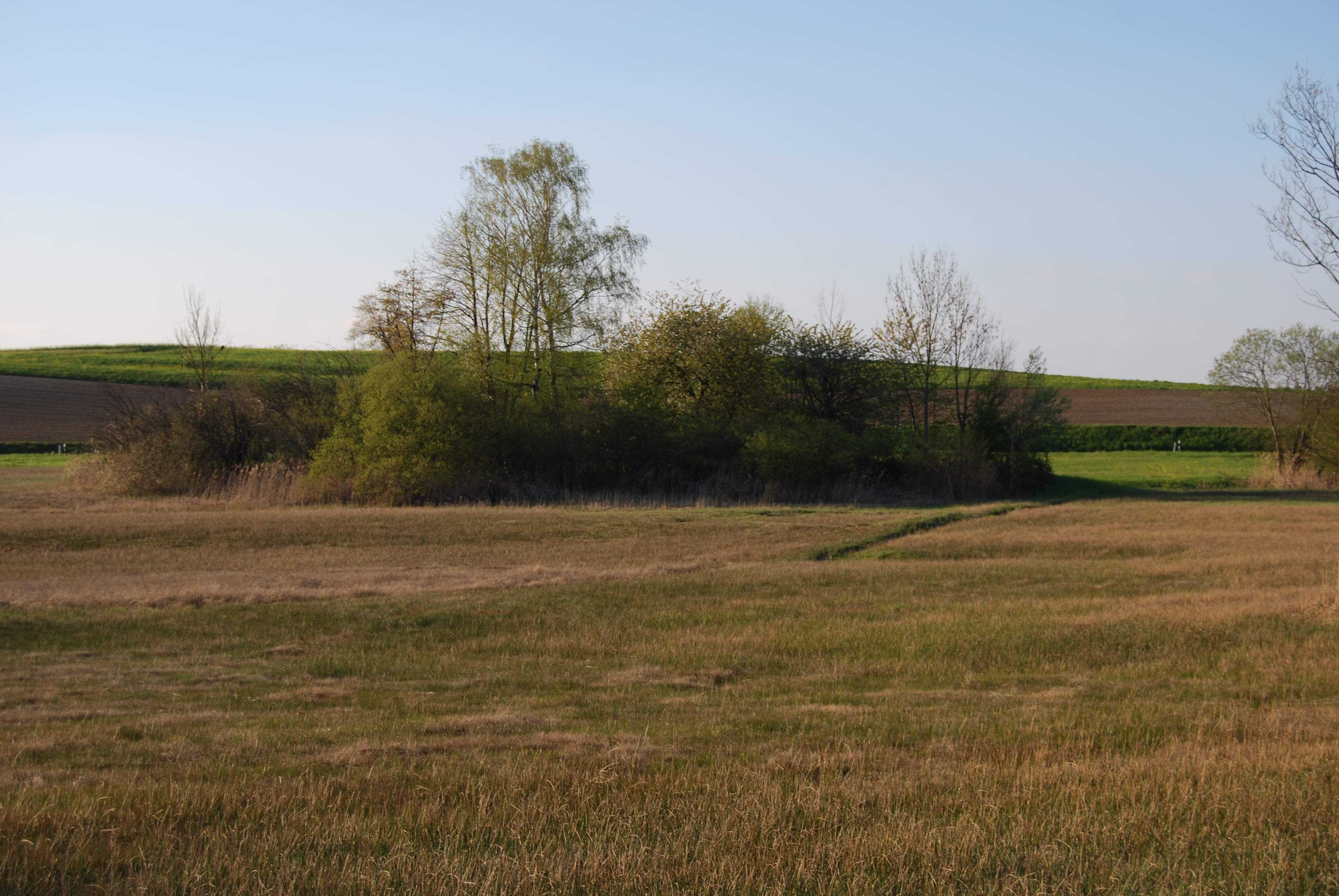

Das Naturschutzgebiet Werrikerried/Glattenried ist eine Moorlandschaft von nationaler Bedeutung und ein Schutzgebiet im Schweizer Kanton Zürich. Das Flachmoor im Norden der Stadt Uster ist ein bedeutendes Laichgebiet für Amphibien.

## Name
Die Naturlandschaft wurde früher, wie auf den älteren Landeskarten, einfach Werriker Ried genannt. Der südliche Abschnitt wird heute eher Glattenried genannt; diese Bezeichnung erscheint auf den Landeskarten nach dem Zweiten Weltkrieg. Offiziell kommt auch die Bezeichnung Werriker-/Glattenried vor und gelegentlich der Name Glatten-/Werriker-/Brandschänkiriet.

## Geographie
Das Ried liegt am nördlichen Rand des Siedlungsgebiets von Uster zwischen dem Ortsteil Geschwader und der Aussenwacht Werrikon. Zusammen mit dem Chilenried im Westen und dem Brandschänkiried im Nordosten bildet es ein Feuchtbiotop mit einer Fläche von fast einem halben Quadratkilometer. Die weite Senke ist wie die umliegende Landschaft glazialmorphologisch in den Kaltzeiten vom Linth-Rhein-Gletscher geprägt worden. Sie entstand auf der Rückseite der Endmoräne von Werrikon. In der Umgebung liegen Seen, andere Flachmoore wie das Hopperenried Moränen, Findlinge und Drumlins, die ebenfalls auf die landschaftsformende Wirkung des Gletschers zurückgehen.
Auf der Westseite führen wichtige Verkehrswege über aufgeschüttete Dämme an Glattenried und Chileried vorbei: Die Zürichstrasse von Uster über Werrikon nach Volketswil und die S-Bahn-Strecke Pfäffikon–Zürich HB zwischen dem Bahnhof Uster und dem Bahnhof Nänikon-Greifensee durchqueren das Feuchtgebiet. Sie kreuzen sich beim Niveauübergang Werrikon, der ein langjähriges Problem der Verkehrsplanung von Uster darstellt.
Aus dem Feuchtgebiet fliesst der Werrikerbach, der bei Greifensee in den Greifensee mündet und somit ein Zufluss der Glatt ist. Im Moor befinden sich einige Grundwasseraufstösse.
Im Glattenried liegen mehrere Weiher, die teilweise von einer ehemaligen Fischzuchtanlage stammen.

## Geschichte
Seit 1856 führt die von der Glatthalbahn gebaute Bahnlinie durch das Moorgebiet. Umfangreiche Randzonen dieser Riedlandschaft wurden im 19. und 20. Jahrhundert durch Entwässerung urbarisiert und waren von der Melioration Uster betroffen, die 1979 begann und mit einer Fläche von 1800 Hektar die grösste Güterzusammenlegung im Kanton Zürich bildete. An gewissen Stellen wurde zeitweise Torf abgebaut. Der nordwestliche Rand der Stadtsiedlung von Uster hat sich im 20. Jahrhundert zwischen der Zürich- und der Winterthurerstrasse mit Erschliessungswegen und ausgedehnten neuen Wohn- und Gewerbequartieren über das ehemalige Wiesland bis an den Rand des Flachmoorgebiets erweitert. Durch Bauarbeiten im Ortsteil Loren kam es im Feuchtgebiet zeitweise zu einer Absenkung des Grundwasserspiegels.
Der im Jahr 1935 gegründete Vogelschutzverein Uster und Umgebung (heute Gesellschaft für Natur- und Vogelschutz Uster) widmete sich auch der Pflege der Wasserbiotope und übrigen Naturschutzgebiete bei Uster. Der Verein arbeitete dabei mit der städtischen Natur- und Landschaftsschutzkommission zusammen.
Die Baudirektion des Kantons Zürich erliess am 10. Juni 1993 die Verordnung über den Schutz von Natur- und Landschaftsschutzgebieten von Uster. 1994 wurde das Moor unter der Bezeichnung Glattenriet in das Inventar der Flachmoore von nationaler Bedeutung aufgenommen.
Um den Schutz des Moorgebietes zu sichern, erhoben Pro Natura Zürich, Pro Natura – Schweizerischer Bund für Naturschutz, der Schweizer Vogelschutz SVS/BirdLife Schweiz, BirdLife Zürich, der WWF Schweiz sowie der WWF Zürich Beschwerde gegen die Änderung der Verordnung über den Schutz von Natur- und Landschaftsschutzgebieten mit überkommunaler Bedeutung in der Stadt Uster und einem Teilgebiet von Gossau durch die Baudirektion Kanton Zürich vom 29. September 2017. In der Folge hiess das kantonale Baurekursgericht am 7. November 2018 den Rekurs teilweise gut und hob die Änderungsverordnung der Baudirektion auf. Im Verfahren hatte das Gericht unter anderem festgestellt, dass das hydrologische Einzugsgebiet der Moorlandschaft bisher ungenügend definiert war und dass gemäss der erfolgten Vegetationskartierung der national definierte Moorperimeter angepasst werden sollte.
Ab 2020 liess die Stadt Uster im Werriker- und Glattenried mit verschiedenen Bauarbeiten den ökologischen Zustand des Biotops für Tier- und Feuchtgebietpflanzen verbessern.
Im Jahr 2021 zog der Kanton Zürich das viele Jahre lang hängige Projekt einer Umfahrungsstrasse von Uster im Gebiet Loren–Brandschänki zurück, nachdem 2017 neue Moorschutzbestimmungen in Kraft getreten waren und das Bundesamt für Umwelt festgestellt hatte, die für den Bau nötige Verkleinerung des Glattenrieds sei unzulässig. Durch die geplante Strasse wäre unter anderem die seit langem geforderte Vernetzung der Biotope Hoperenried, Werrikerried und Glattenried beeinträchtigt gewesen, nachdem das Feuchtgebiet Hoperenried bereits beim Bau der Oberlandautobahn erheblich verkleinert wurde.

## Biologie
Der Naturraum Werriker- und Glattenried beherbergt neben einer Lebensgemeinschaft von Moorpflanzen auch zahlreiche Tierarten wie Kleinsäuger, Amphibien, Reptilien und Insekten. So ist darin unter anderem die seltene Späte Adonislibelle heimisch. Der Geograf und Biologe Walter Höhn (1885–1981) dokumentierte 1964 in der Feuchtlandschaft eine reichhaltige Flora.
Das Bundesinventar der Flachmoore von nationaler Bedeutung beschreibt aufgrund der Aufnahme von 1994 die Zonen des Gebiets als (Schilf-)röhricht, Grosseggenried, Kalk-Kleinseggenried, Pfeifengraswiese, Hochstaudenried, Nasswiese und Saures Kleinseggenried und erwähnt Areale mit Extensivkulturland, Hecken, Gehölzen Gewässern und Quellfluren.
An der Erforschung des Habitats und seiner Pflege beteiligt sich auch die Gesellschaft für Natur- und Vogelschutz Uster.